# John Drew Barrymore
John Drew Barrymore (Beverly Hills (Californië), 4 juni 1932 – aldaar, 29 november 2004) was een Amerikaans acteur.
Barrymore werd geboren als zoon van filmlegende John Barrymore en actrice Dolores Costello. Zijn ouders gingen al snel uiteen en John beweerde later, waarschijnlijk ten onrechte, dat hij zijn vader slechts 1 maal gezien had.
Hij speelde in films tussen 1950 en 1976. Een rebellerend karakter en problemen met drank en drugs lijken het leven van deze acteur grotendeels te hebben bepaald.
Barrymore is vier keer getrouwd geweest en had uit alle huwelijken één kind. Hij was de vader van actrice Drew Barrymore.
- Biblioteca Nacional de España: XX1274341
- Bibliothèque nationale de France: cb139304256 (data)
- Catàleg d'autoritats de noms i títols de Catalunya: 981058509967606706
- Gemeinsame Normdatei: 1137894512
- International Standard Name Identifier: 0000 0000 7689 8380
- Library of Congress Control Number: n91111477
- MusicBrainz: 57148700-fd61-4ee2-9457-cf883a6838b5
- Nederlandse Thesaurus van Auteursnamen: 37264581X
- SNAC: w6s783q2
- Système universitaire de documentation: 181228564
- Virtual International Authority File: 65655013
- WorldCat: E39PBJymyDQf3HhygrJdgRt3Qq